# Fluoruro de magnesio
El fluoruro de magnesio es un compuesto inorgánico de fórmula MgF2. Es una sal cristalina blanca y es transparente en un amplio intervalo de longitudes de onda. Posee uso comercial en óptica.

## Fluoruro de magnesio
El fluoruro de magnesio se prepara a partir de óxido de magnesio con una fuente de fluoruro de hidrógeno como puede ser el bifluoruro de amonio:
MgO + (NH4) HF2 → MgF2 + NH3 + H2O
Son también factibles reacciones similares de metátesis.
El compuesto cristaliza en cristales tetragonales birrefringentes. Su estructura es similar a la del rutilo, octaédrico con un central Mg2+ y de 3-coordenados átomos de flúor.

## Usos

### Óptica
El fluoruro de magnesio es transparente a lo largo de una gama muy amplia de longitudes de onda. Ventanas, lentes y prismas de este material se puede utilizar en toda la gama de longitudes de onda desde 0.120 micras (ultravioleta) a 8.0 micras (infrarrojo). La sintétis de alta calidad, grado VUV, de MgF2 es bastante caro, sobre $ 3000/kg (2007), pero el costo real de la óptica en este material se debe al relativamente bajo volumen de fabricación. Sin embargo, junto al fluoruro de litio son los dos únicos materiales que se transmiten en la gama ultravioleta de vacío, 121 micras, (Lyman alfa) y es allí donde se encuentra su aplicación. Bajo grado de MgF2 se utiliza a veces en el infrarrojo pero en este caso es inferior al fluoruro de calcio. El MgF2 es resistente, si se trabaja y pule bien, pero es ligeramente birrefringente y se debe cortar con el eje óptico perpendicular al plano de la ventana o lente.
Debido a su muy bajo índice de refracción de 1,37, habitualmente se utilizan capas delgadas de MgF2 en las superficies de elementos ópticos de bajo costo como recubrimientos antirreflectantes .
La constante de Verdet del MgF2 a 632,8 nm es 0,00810 minutos de arco G -1 cm -1.